# Prunus malayana
Prunus malayana — вид квіткових рослин з родини трояндових (Rosaceae). Ареал охоплює такі країни: Малайзія (Півострів Малайзія).

## Середовище
Цей вид росте в низинних тропічних лісах на висотах 100–1200 метрів.

## Використання
Деревина використовується.